# Joseph Franz Malcote

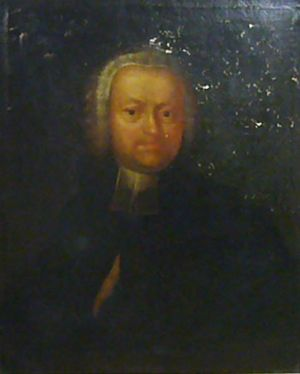
Gemälde eines unbekannten Professors aus Tübingen von Joseph Franz Malcote um 1750

Joseph Franz Malcote (* 1710; † 1791) war ein deutscher Maler.
Malcote war der Hofmaler von Herzogin Johanna Elisabeth. Als akademischer Bürger war er sowohl von Steuern und sonstigen Abgaben als auch vom strengen Zunftzwang befreit und durfte verbilligt einkaufen. Er hat den Triumphbogen für Herzog Carl Eugens Einzug beim Universitätsjubiläum von Tübingen im Jahr 1777 entworfen. In der Tübinger Professorengalerie sind insgesamt vier Gemälde von ihm erhalten: 
- Israel Gottlieb Canz, Philosoph
- Daniel Hoffmann, Mediziner
- Otto Christian von Lohenschiold, Jurist und Historiker
- Unbekannter Professor